# Cercavores bru
El cercavores bru (Prunella fulvescens) és un ocell de la família dels prunèl·lids (Prunellidae). El seu estat de conservació es considera de risc mínim.

## Hàbitat i distribució
Habita zones rocoses amb matolls i prats de les muntanyes del sud de Rússia, est del Kazakhstan, sud-oest de Sibèria, nord-est d'Afganistan, nord de Pakistan, nord de l'Índia, sud del Tibet, oest de la Xina i Mongòlia.